# Batalla de Camacuã
La Batalla de Camacuã fue un enfrentamiento producido el 23 de abril de 1827 entre las tropas del Ejército Argentino y las del Imperio del Brasil, enfrentados por el control de la Banda Oriental, en manos brasileñas desde 1824. El ejército argentino había abandonado el territorio brasileño después de la victoria rioplatense en la Batalla de Ituzaingó por la falta de suministros y por el mal estado de la caballada, pero el 13 de abril había retomado Bagé y avanzado al encuentro de las tropas imperiales.
La caballería brasileña se acercó al campamento enemigo, produciendo algunas escaramuzas, favorecidos por mejores caballos, por lo que el general Lucio Norberto Mansilla decidió atacarlos por sorpresa para dispersarla, además de quitarle caballos. Tras marchar toda la noche, secundado por los generales José María Paz y Anacleto Medina, el día 23 al amanecer atacaron a las posiciones brasileñas, aunque la densa niebla impidió un éxito completo: los brasileños se retiraron a toda marcha, siendo atacados en el camino y expulsados más allá del Río Camacuá.
Las fuentes argentinas coinciden en que no hubo bajas en el bando argentino, pero son discordantes sobre las bajas brasileñas: Mansilla informó 50 muertos, y Paz recordó en sus memorias a «5 o 6 muertos», aunque podrían ser solamente en el área en que combatió su regimiento. Según las fuentes brasileñas, hubo tres muertos y un herido del Brasil y un muerto y 15 heridos entre los argentinos y orientales.